# Belušská vrata
Belušská vrata (také První vrata - první ze tří skalních "vrat" v Slatinské dolině), jsou krátká skalnatá soutěska vyhloubená Slatinským potokem ve vápencích Manínského příkrovu. Levou stranu soutěsky tvoří Butkovské bradla, jejich poslední nápadná vyvýšenina "Kavčí skála", prudce sbíhající celistvým skalnatým hřebenem do doliny. Pravou stranu tvoří mírnější, ale nápadnější a impozantnější skalní hřeben z vrchu Hradiště 518 m n. m.), známého z Pověsti o Beluši. Zatímco levostranné skály obrácené na sever jsou porostlé listnatým bukovo-dubohabrovým lesem, skalní hřeben Hradiště otočený na jihozápad je porostlý převážně jen křovitým porostem s převahou dřínu; strmá stěna padající téměř kolmo ze strany od Beluše je holá.
Za vraty soutěska pokračuje hlubokou a úzkou dolinou mezi Hradištěm na jedné a Butkovem na druhé straně, tvoříce tak klasickou inverzní dolinu s citelnou "kapsou" chladného vzduchu při průchodu vraty z Belušských Slatin směrem na Mojtín. Soutěska končí u kamenolomu, pod kterým se nachází Studnička pod lomem, dolina se zde rozšiřuje do kotliny Ovsiská. Udávaná šířka soutěsky je nejčastěji 10 metrů, skutečná šířka průrvy Slatinského potoka je však jen asi 2 metry. Průchod, kterým dnes vede cesta na Mojtín, byl vytvořen uměle - vystřílen do skály v době meziválečné ČSR. Dříve se soutěskou dalo projít jen korytem potoka - dřevěný senný vůz bylo nutné rozebrat, přenést na druhou stranu soutěsky a znovu složit. Původní šířku soutěsky naznačuje ponechán zbytek skalního hřebene - skalní jehly čnící uprostřed nejužšího místa.
Za potokem se ve skále Hradiště nachází malá jeskyně, po pravé straně silnice směrem od Beluše je dodnes udržovaný pomník z 2. světové války - na památku sedmi Hložanů, vezoucích proviant na salaše v Ovsiskách, které zde zadrželi, na místě odsoudili a popravili němečtí vojáci za údajnou pomoc partyzánům.
Lokalita Belušská vrata je dlouhodobě navržena na prohlášení za přírodní památku.